# Pavol Abrhan
Pavol Abrhan (* 25. července 1959, Vráble) je bývalý poslanec Národní rady Slovenské republiky.
Pavol Abrhan byl zvolen poslancem NR SR ve volebním období 2002 – 2006 za Kresťanskodemokratické hnutie (KDH). Byl členem výboru NR SR pro veřejnou správu.
Ve volbách v roce 2006 byl opět zvolený poslancem za KDH a stal sa členem výboru pro veřejnou správu a regionální rozvoj a zvláštního kontrolního výboru na kontrolu činnosti SIS. Poslancem byl do roku 2016.